# 橋本啓吾
橋本 啓吾（はしもと けいご、1998年9月17日 - ）は、大阪府出身のサッカー選手。J3リーグ・テゲバジャーロ宮崎所属。ポジションはFW。

## 来歴
公立高校の大阪府立阪南高等学校のサッカー部に入部。同部は初心者も多く、全く強豪チームではない。
大阪商業大学に進学。大学4年間で関西2部リーグ通算48ゴールを決めた。
2021年2月19日、テゲバジャーロ宮崎に加入することが発表された。2021年3月14日、J3第1節のいわてグルージャ盛岡戦でJリーグデビューを果たした。5月2日、J3第7節のFC今治戦でJリーグ初ゴールを決めた。
2024年8月31日、J3第26節・ヴァンラーレ八戸戦で通算100試合達成。翌9月7日、第27節・SC相模原戦ではキャリア初のシーズン2桁得点となるゴールを上げた。
2025年8月16日、J3第23節・ツエーゲン金沢戦では、キャリア初のハットトリックを達成すると共に、2シーズン連続の2桁得点を達成した。

## エピソード
- ホーム戦でゴールを決めた時のコールは名前にちなみ、「Kゴール(ケイゴール)」
- チャントの原曲は大阪出身である事にちなみ、関ジャニ∞の「ズッコケ男道」

## 所属クラブ
- 松原FC天美
- ヴィトーリア松原FC
- 大阪府立阪南高等学校
- 大阪商業大学
- 2021年 -  テゲバジャーロ宮崎

## 個人成績
| 国内大会個人成績 | 国内大会個人成績 | 国内大会個人成績 | 国内大会個人成績 | 国内大会個人成績 | 国内大会個人成績 | 国内大会個人成績 | 国内大会個人成績 | 国内大会個人成績 | 国内大会個人成績 | 国内大会個人成績 | 国内大会個人成績 |
| 年度             | クラブ           | 背番号           | リーグ           | リーグ戦         | リーグ戦         | リーグ杯         | リーグ杯         | オープン杯       | オープン杯       | 期間通算         | 期間通算         |
| 年度             | クラブ           | 背番号           | リーグ           | 出場             | 得点             | 出場             | 得点             | 出場             | 得点             | 出場             | 得点             |
| 日本             | 日本             | 日本             | 日本             | リーグ戦         | リーグ戦         | リーグ杯         | リーグ杯         | 天皇杯           | 天皇杯           | 期間通算         | 期間通算         |
| ---------------- | ---------------- | ---------------- | ---------------- | ---------------- | ---------------- | ---------------- | ---------------- | ---------------- | ---------------- | ---------------- | ---------------- |
| 2021             | 宮崎             | 20               | J3               | 28               | 6                | -                | -                | -                | -                | 28               | 6                |
| 2022             | 宮崎             | 11               | J3               | 26               | 5                | -                | -                | -                | -                | 26               | 5                |
| 2023             | 宮崎             | 11               | J3               | 20               | 1                | -                | -                | 2                | 0                | 22               | 1                |
| 2024             | 宮崎             | 11               | J3               | 36               | 12               | 1                | 0                | 2                | 2                | 39               | 14               |
| 2025             | 宮崎             | 11               | J3               |                  |                  |                  |                  |                  |                  |                  |                  |
| 通算             | 日本             | 日本             | J3               | 110              | 24               | 1                | 0                | 4                | 2                | 115              | 26               |
| 総通算           | 総通算           | 総通算           | 総通算           | 110              | 24               | 1                | 0                | 4                | 2                | 115              | 26               |

出場歴
- Jリーグ初出場:2021年3月14日 - J3第1節 いわてグルージャ盛岡戦（ユニスタ）
- Jリーグ初得点:2021年5月2日- J3第7節 FC今治戦（ユニスタ）
- Jリーグ初ハットトリック:2025年8月16日 - J3第23節 ツエーゲン金沢戦（ゴースタ）

## タイトル

### 個人
- J3優秀選手賞 (2024年)